# خلیج (فیلم)
خلیج (انگلیسی: The Bay) فیلمی در ژانر ترسناک به کارگردانی بری لوینسون است که در سال ۲۰۱۲ منتشر شد. از بازیگران آن می‌توان به کریستن کانلی، کریستوفر دنهام و ویل راجرز اشاره کرد.

## داستان
پس از رخ دادن یک فاجعه زیست‌محیطی در شهر کوچکی از ایالت مریلند هرج و مرج شیوع پیدا می‌کند.